# Carolan (cràter)
Carolan és un cràter d'impacte en el planeta Mercuri de 24,34 km de diàmetre. Porta el nom del compositor i intèrpret irlandès Turlough Carolan (1670-1738), i el seu nom va ser aprovat per la Unió Astronòmica Internacional el 2015.